# Rantzausminde
Rantzausminde is een plaats in de Deense regio Zuid-Denemarken, gemeente Svendborg. De plaats telt 1928 inwoners (2008).